# Artist Point Overlook
L'Artist Point Overlook est un point de vue panoramique dans le comté de Park, dans le Wyoming, aux États-Unis. Situé dans le parc national de Yellowstone, ce point de vue a été aménagé dans le style rustique du National Park Service. Il offre une vue sur le Grand Canyon de Yellowstone et sur les Yellowstone Falls à l'intérieur de celui-ci.